# Be Quiet and Drive (Far Away)
Be Quiet and Drive (Far Away) è un singolo del gruppo musicale statunitense Deftones, pubblicato nel 1998 come secondo estratto dal secondo album in studio Around the Fur.

## Descrizione
Sesta traccia di Around the Fur, Be Quiet and Drive (Far Away) è una ballata resa molto particolare dall'intreccio tra linee vocali prettamente melodiche intrecciate a sonorità più vicine al metal.
Una versione acustica del brano è presente nella raccolta B-Sides & Rarities del 2005 e nella colonna sonora del film Little Nicky - Un diavolo a Manhattan.
La rivista Spin ha inserito il brano al 12º posto nella sua classifica dei 20 migliori singoli del 1998.

## Video musicale
Il videoclip, diretto da Frank W. Ockenfels III, mostra prevalentemente scene del gruppo intento a eseguire il brano all'interno di un parcheggio per automobili vuoto.

## Tracce
CD promozionale (Regno Unito)
1. Be Quiet and Drive (Far Away) (Radio Edit) – 3:31
2. Be Quiet and Drive (Far Away) (Remix) – 4:36

CD singolo – parte 1 (Regno Unito)
1. Be Quiet and Drive (Far Away) (Album Version) – 5:08
2. Engine No. 9 (Live) – 3:49
3. Teething (Live) – 3:34

CD singolo – parte 2 (Regno Unito)
1. Be Quiet and Drive (Far Away) (Album Version) – 5:08
2. Be Quiet and Drive (Far Away) (Remix) – 4:36
3. Birthmark (Live) – 3:58

7" (Stati Uniti)
- Lato A

1. Be Quiet and Drive (Far Away) (Album Version) – 5:08

- Lato B

1. Be Quiet and Drive (Far Away) (Remix) – 4:36

## Formazione
Hanno partecipato alle registrazioni, secondo le note di copertina di Around the Fur:
Gruppo
- Abe – batteria
- Chi – basso
- Chino – voce
- Stef – chitarra

Produzione
- Terry Date – produzione, missaggio, registrazione
- Deftones – produzione
- Ulrich Wild – missaggio, registrazione, montaggio digitale
- Matt Bayles – assistenza alla registrazione
- Steve Durkee – assistenza al missaggio
- Ted Jensen – mastering

## Classifiche
| Classifica (1998)         | Posizione massima |
| ------------------------- | ----------------- |
| Stati Uniti (alternative) | 16                |